# 이트카 발코바
이트카 발코바(Jitka Válková, 1991년 11월 11일 ~ )는 체코의 미인 대회 우승자, 가수, 모델이다. 2010년 미스 체코 우승자이며 미스 유니버스 2010에서 체코 대표로 참가했다.